# Parque Pascual Saco Oliveros
El Parque Independencia o Parque Pascual Saco Oliveros, también llamado Parque de Palomas, es un parque ubicado en la ciudad Lambayeque, Departamento de Lambayeque, Perú.
Está ubicado entre las avenidas Huamachuco y Andrés Avelino Cáceres y las calles Justo Pérez y Francisco Bolognesi. Está decorado por jardines, bancas y en el centro un pedestal con la estatua de Pascual Saco y Oliveros, gestor de la independencia de Lambayeque. En las cuatro esquinas se encuentran ubicados unos bustos de personajes insignes de la ciudad y quienes fueron Juan Manuel Iturregui, José Rivadeneira y Tejada, José Ignacio Iturregui y José Leguía y Menéndez.

## Alrededores
En los alrededores se encuentra por el norte el colegio Nuestra Señora del Carmen, por el este una villa militar, por el sur el colegio Juan Manuel Iturregui, y por el oeste una oficina del Banco de la Nación y el edificio de la 7.ª Brigada de Infantería del Ejército del Perú.

## Galería

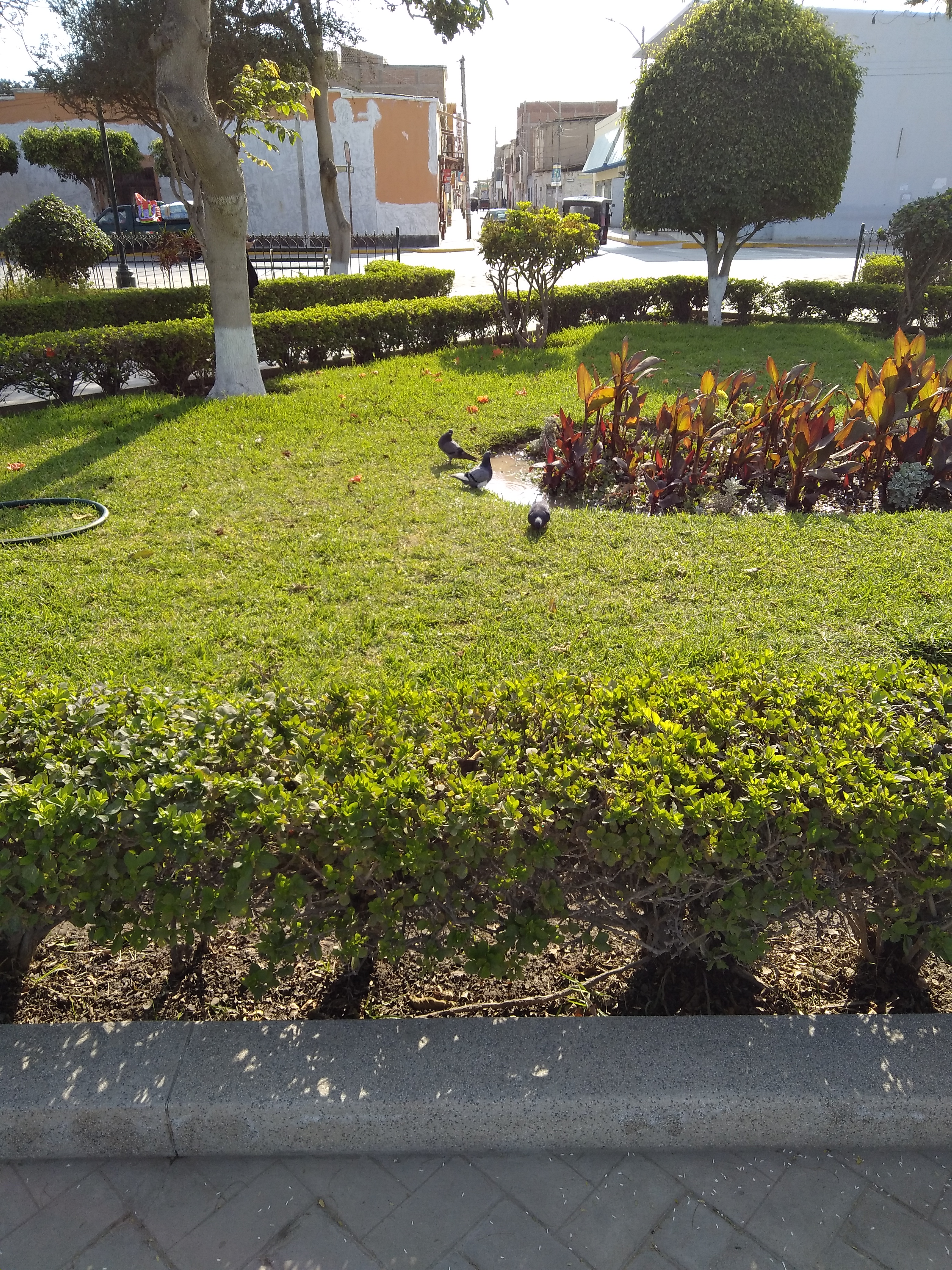
Palomas, muy comunes en el parque.
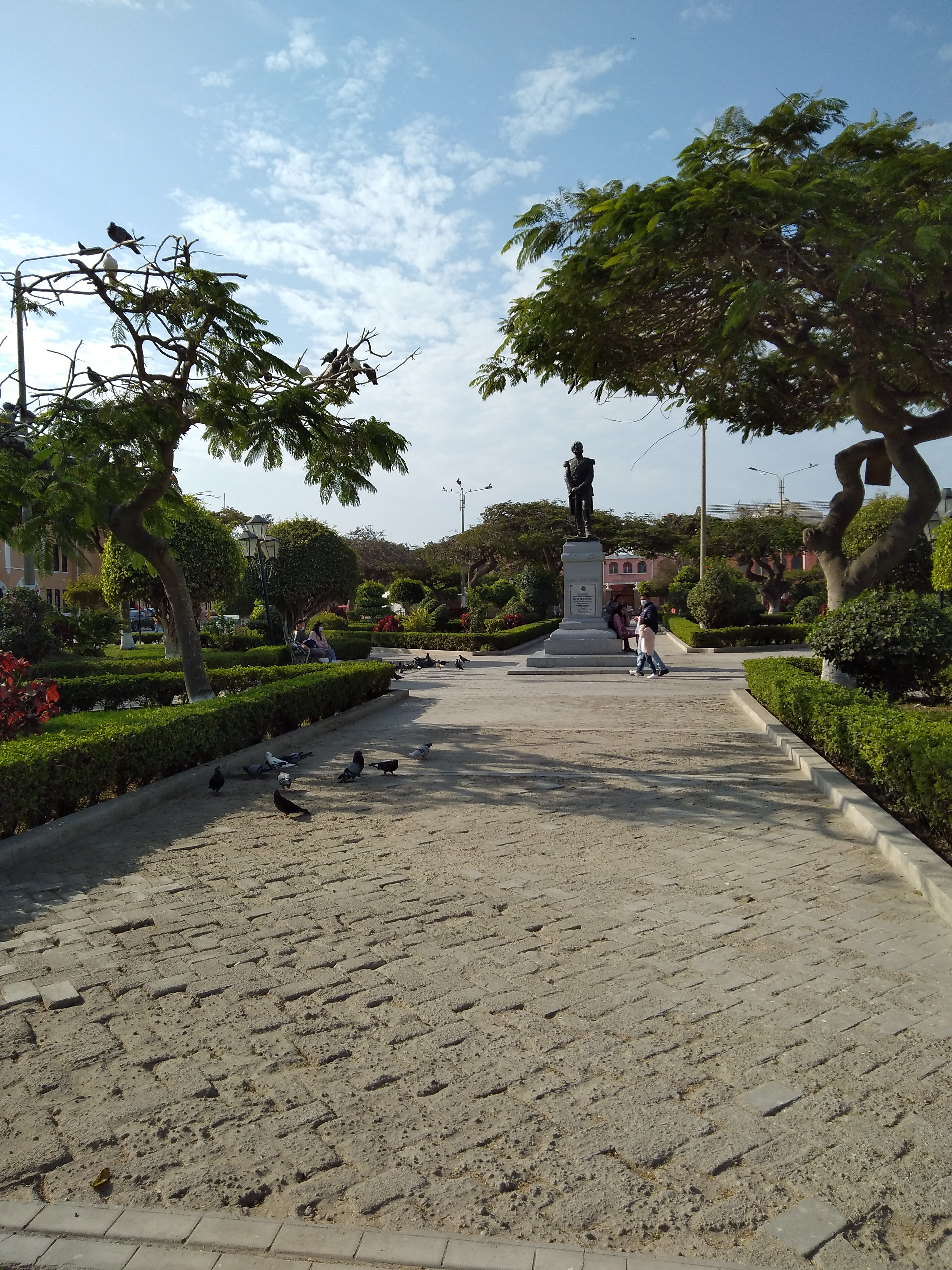
Estatua de Pascual Saco Oliveros en el fondo.
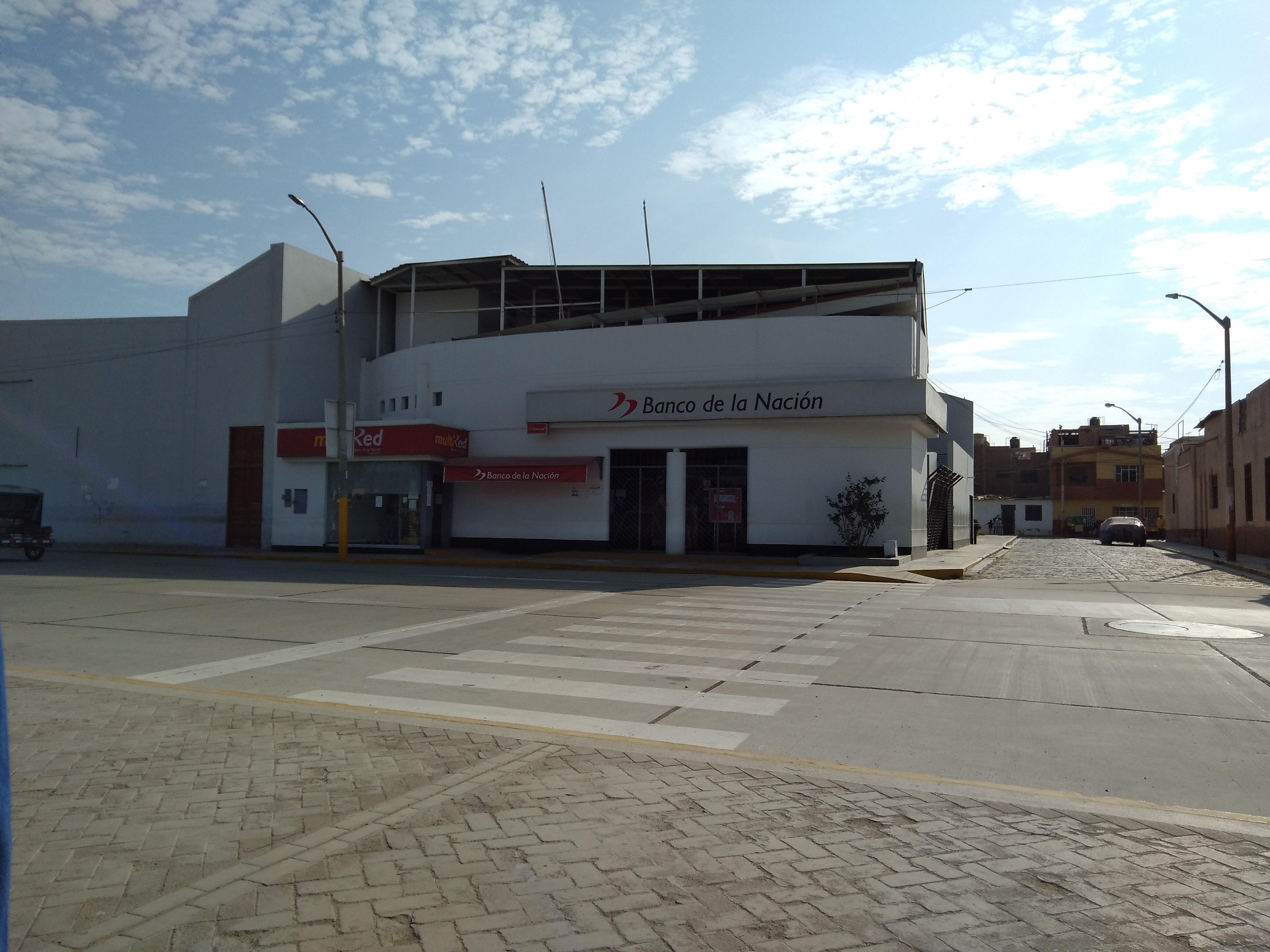
Oficina del Banco de la Nación.
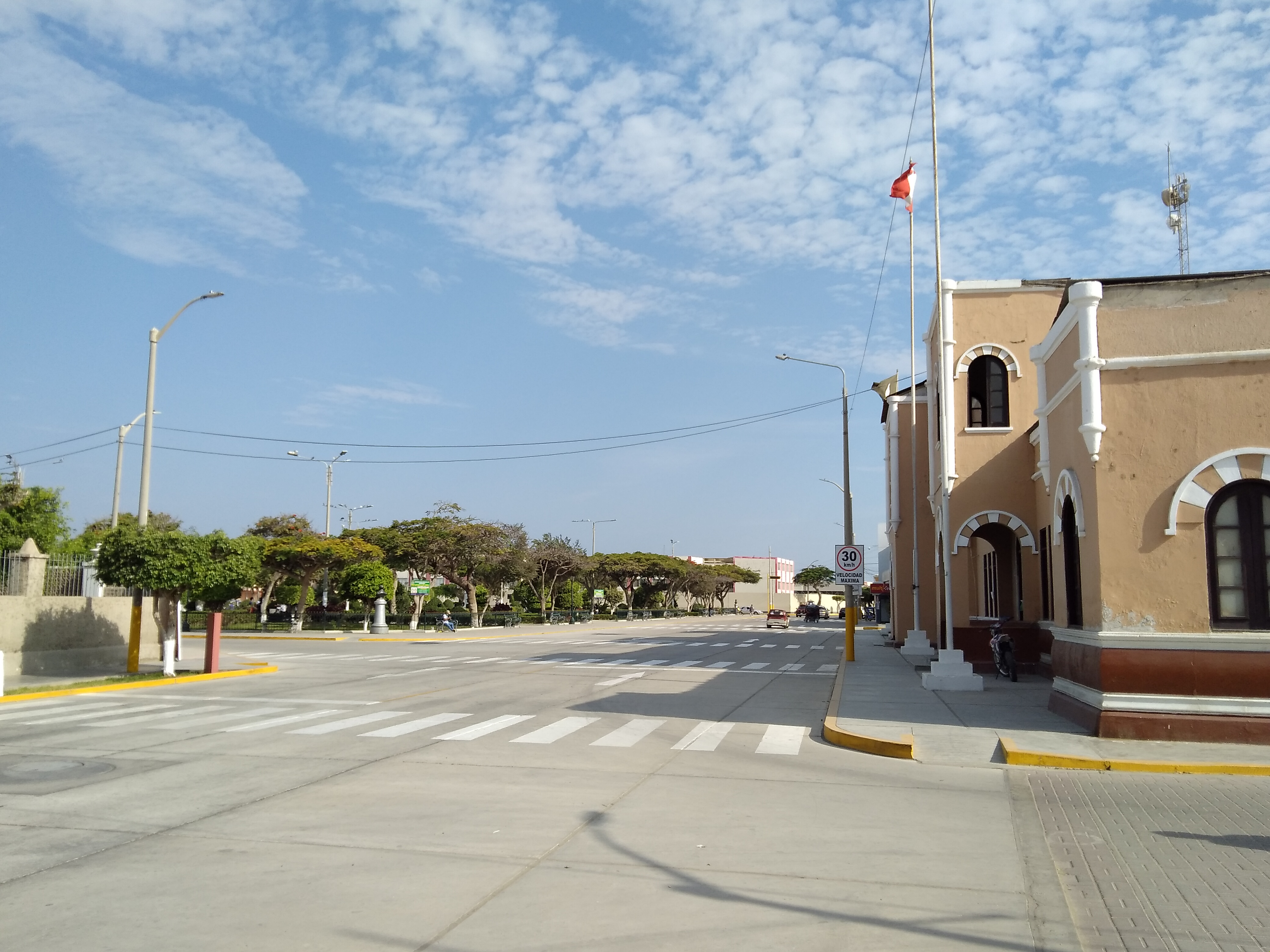
Edificio de la 7ma Brigada de Infantería del Ejercito del Perú.